# Битва при Прейри-Дог-Крик (1876)
Битва при Прейри-Дог-Крик (англ. Battle of Prairie Dog Creek), известная также как Перестрелка у высот реки Тонг (англ. Skirmish at Tongue River Heights) — сражение между северными шайеннами и армией США во время Войны за Чёрные Холмы, произошедшее 9 июня 1876 года на территории современных округов Шеридан и Роузбад.

## Предыстория
Неудавшаяся Бигхорнская экспедиция Джорджа Крука и Джозефа Рейнолдса в марте 1876 года и их неспособность нанести серьёзный урон лакота и северным шайеннам, способствовали дальнейшему сопротивлению индейцев. Летняя кампания была спланирована более серьёзно. На территорию лакота и северных шайеннов армия США выступила тремя колоннами, с разных сторон, чтобы окончательно разбить индейцев и заставить их уйти в резервацию. С запада шёл полковник Джон Гиббон, с востока — генерал Альфред Терри вместе с кавалерийским полком Джорджа Армстронга Кастера, с юга — генерал Джордж Крук.
29 мая 1876 года генерал Крук с колонной, состоящей из 950 солдат и офицеров и около сотни гражданских, отправился из форта Феттерман на север. В июне он встал лагерем на реке Тонг, дожидаясь индейских скаутов. Кампания приобрела характер экскурсии по неизведанной местности. Хотя конные пикеты были размещены на холмах примерно в километре от лагеря, те, кто не был на службе, большую часть времени проводили в бездействии. Солдаты прибирались и стирали свою одежду в холодной воде, а некоторые офицеры читали и делали записи в путевых дневниках. Узнав, что поблизости находятся солдаты, 10 шайеннов отправились на их поиски. Индейский отряд направился на юго-восток от реки Роузбад к реке Тонг, а затем к реке Паудер. Там с вершины холма они увидели лагерь Крука. Шайенны дождались ночи и хотели совершить набег за лошадьми. Но к тому времени, когда они двинулись к лагерю, солдаты уже снялись и ушли. Индейцы вновь увидели их в конце следующего дня, однако, понаблюдав за огромным лагерем, они решили, что даже набег за лошадьми будет слишком рискован. 6 воинов отправились обратно к своему лагерю на реке Роузбад, 4 остались, чтобы следить за солдатами.

## Сражение
Ранним утром 9 июня 1876 года солдаты заметили двух конных индейских воинов, ехавших вдоль обрывов на северном берегу реки Тонг. Затем около 200 шайеннов, прибывших из своего лагеря на реке Роузбад, начали обстреливать лагерь Крука. Ещё одна небольшая группа воинов оставалась скрытой к востоку от солдатской стоянки, с намерением украсть лошадей, когда внимание людей Крука будет отвлечено. Генерал приказал атаковать индейцев. Роты С, Г и Н 9-го пехотного полка переправились через реку и пробравшись вброд по ледяной воде, взобрались на утёсы. Роты А, Е, I и М 3-го кавалерийского полка, батальон под командованием капитана Энсона Миллса тоже переправился через реку чуть западнее.
Дойдя до тополиной рощи, кавалерия спешилась. Оставив каждого четвёртого всадника охранять табун, кавалеристы двинулись вперёд. Достигнув вершины, солдаты отогнали северных шайеннов на север, примерно на километр от холма. Индейские воины перестроились и попытались контратаковать, но были отбиты и отступили на север. Несколько рот 3-й кавалерии настигли индейцев на холмах вдоль реки и преследовали их по открытой равнине до следующей линии холмов. Там шайенны укрылись среди скал и оврагов и вновь получили преимущество и кавалеристы прекратили погоню. Воины, намеревавшиеся украсть солдатских лошадей, не пытались этого сделать, так как табун хорошо охраняли. Битва у Прейри-Дог-Крик завершилась.

## Итоги
В бою были убиты или ранены двое шайеннов, два солдата получили лёгкие ранения, один из солдатских мулов был убит, а две лошади ранены. Северные шайенны не смогли угнать лошадей и позже сообщали, что они не смогли противостоять дальнобойным винтовкам Спрингфилд. Джордж Крук теперь был убеждён в том, что основной индейский лагерь должен находиться где-то дальше, вдоль рек Тонг и Роузбад, и что нападение на его собственный лагерь было совершено индейцами с целью отвлечь внимание от их стоянки.
Через несколько дней лакота и северные шайенны атакуют лагерь Крука. Большинство индейских воинов, принимавших участие в атаке 9 июня, будут участвовать в сражениях при Роузбад и Литтл-Бигхорн.